# 戴·福農

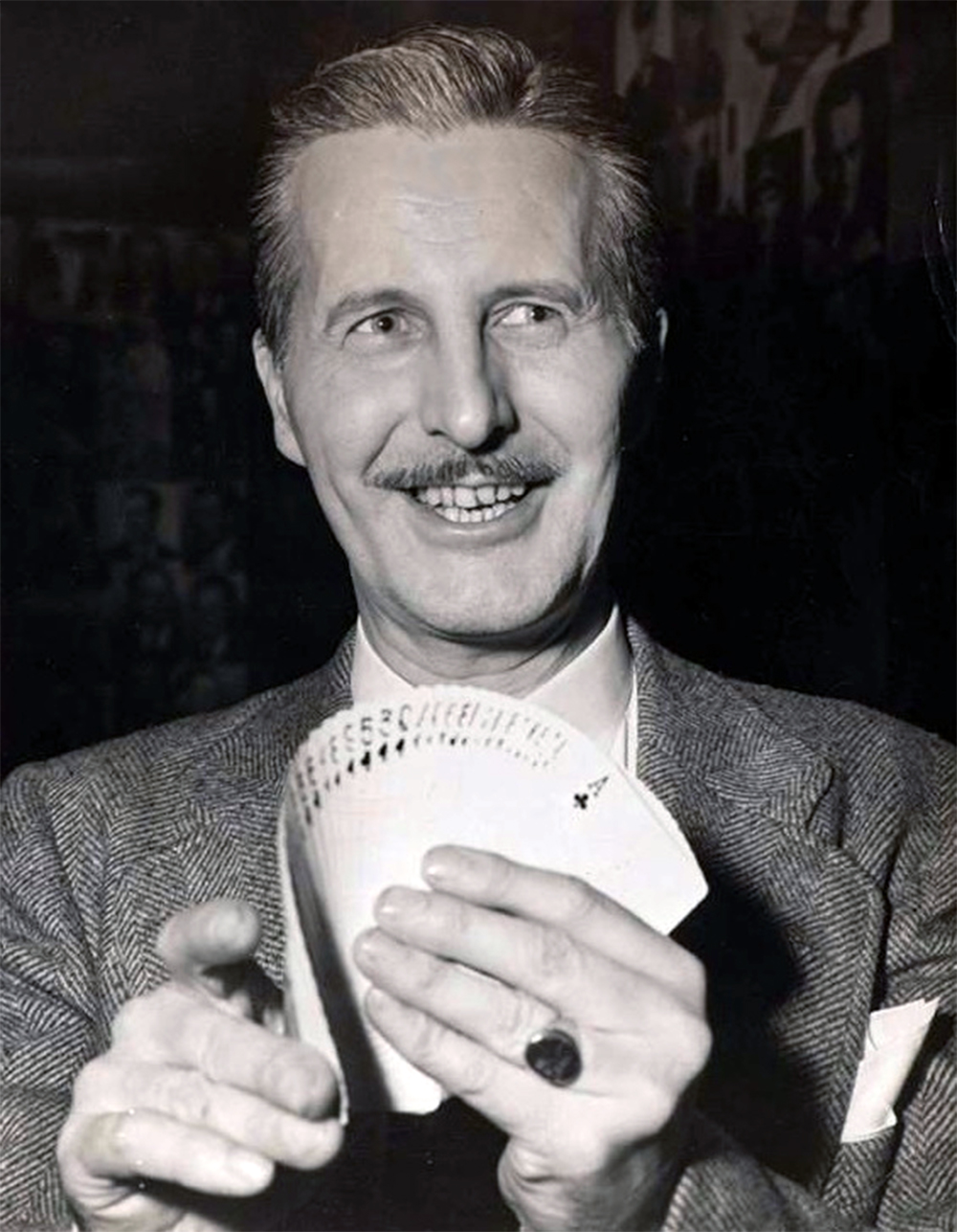
Dai Vernon 1948

戴·福農（Dai Vernon，1894年6月11日—1992年8月21日），加拿大魔術師，被稱作教授，知名於魔術界。以精湛的魔術手法和豐富的知識，特別是近距離魔術與卡牌魔術，在魔術師之中獲得敬重。他對於20世紀的魔術界影響十分巨大，也是許多著名魔術師的導師。他在魔術城堡度過生命的最後時光。

## 生平
福農生於渥太華，原名為大衛弗雷德里克溫菲爾德韋納（David Frederick Wingfield Verner）。他經常在表演時提到七歲從父親那學到的第一個魔術，並諷刺地說「浪費了他生命中的前六年」，而他的父親是政府人員與業餘魔術師。福農在安大略省金斯顿的加拿大皇家軍事學院學習機械工程，但在第一次世界大戰時搬到了紐約市。
福農在七歲時父親帶他去看魔術表演後就愛上了魔術。他擁有第一本魔術書是S. W. Erdnase著作《牌桌上的專家》（The Expert at the Card Table）的早期版本。在他13歲時，他已經記住了這本書的內容，還與另一位嶄露頭角的年輕魔術師柯利福·格林（Cliff Green）有著一次知名的相遇：
格林問福農：「你都表演什麼樣的魔術？」而福農要他給卡牌取名，之後福農從口袋裡掏出一包卡牌，翻開牌堆最上面的牌，露出了那張寫有名字的卡牌，然後回答無話可說的格林：「這就是我在表演的魔術。那你都表演什麼樣的魔術？」
福農年輕時搬到紐約一間叫做克萊德鮑爾斯的魔術店（Clyde Powers' magic shop）後面的房間，他在此時有了這時代最欣賞的魔術師，如Dr. James William Elliottc與哈里·凱拉。他在一家報紙用Dai代替David稱呼他之後，開始使用這個名字，而Dai實際上是David的威爾士小名。美國有一對受歡迎的滑冰運動員，男生姓Vernon，而當福農第一次搬到美國時，美國人不斷誤認為Verner的姓氏與運動員一樣，最後他懶得糾正而直接改叫Vernon。
由於福農非凡的知識和技巧，他被稱作教授。哈利·胡迪尼經常吹噓自己只要看三次同樣的卡牌魔術，就能破解它。福農向胡迪尼表演一個魔術七次：他將牌頂的牌往下放一層，然後翻開牌頂，仍是原來那張。直到胡迪尼妻子與福農的朋友勸說，胡迪尼才放棄破解。之後幾年，福農以「愚弄胡迪尼的男人」作為自己的廣告標語。

## 資訊
- Short biography on Vernon
- A Magician's Quest for the Perfect Card Cheat （页面存档备份，存于）, NPR Morning Edition, August 18, 2006